# Gustavo Cisneros
Gustavo Cisneros Rendiles (Caracas, 20 de novembro de 1945 - Nova Iorque, 29 de dezembro de 2023) foi um empresário venezuelano que possuía também as nacionalidades espanhola e dominicana 

## Juventude
Nasceu em Caracas em 1945. Segundo filho de Diego Cisneros. Cisneros e sua família constituem a segunda maior fortuna da América do Sul. Viveu sua juventude nos Estados Unidos, estudou na escola secundária na Suffield Academy de Suffield (Connecticut). Realizou seus estudos superiores no nl em Wellesley (Massachusetts), onde se graduou cum laude em economia.

## Empresário
Amigo do ex-presidente venezuelano Carlos Andrés Pérez, do presidente estadunidense George Bush e do espanhol Felipe González, em 2006 Cisneros possuía uma fortuna calculada pela revista Forbes cerca de 6 bilhões * de dólares estadunidenses, provenientes de suas muitas empresas de telecomunicações e afins, sendo as mais importantes Venevisión International, Venevision Productions e Movida nos Estados Unidos, e Venevisión e Cervecería Regional na Venezuela, todas pertencentes ao Grupo Cisneros. Além disso, era dono da equipe de beisebol venezuelana Leones del Caracas.
As empresas que formam a Organização Cisneros operam en mais de 50 países na América, Asia e Europa; 35 000 pessoas nos Estados Unidos trabalham para o conglomerado.
Cisneros era diretor ativo em várias universidades e museus entre os que destacam a Universidade Rockefeller de Nova York, a Academia de Artes e Ciencias de Televisão dos Estados Unidos (NATAS), o Museu de Arte Moderna (MOMA) de Nova Iorque e o Instituto Espanhol Rainha Sofia de Madrid.[controverso] Também foi membro do Conselho Assessor Internacional do Presidente da Sociedade das Américas, a Junta de Supervisores do Centro Internacional para o Crescimento Econômico e o Conselho Assessor Internacional do Brookings Institution.
Desde o inicio da administração do presidente Hugo Chávez; Cisneros se opunha publicamente à mesma, como fazia contra o governo de Fidel Castro em Cuba.
A Venevisión decidiu não transmitir as manifestações públicas a favor de Chávez, especialmente durante o Golpe de Estado na Venezuela de 2002 e durante a greve de 2002-2003, transmitiu, junto com os outros canais privados, informações dos atos da oposição suprimindo a programação regular e sem emitir publicidade. Chávez qualificou a Venevisión como um dos denominados Quatro Cavaleiros do Apocalipse junto a outras cadeias privadas de televisão (Televen, RCTV e Globovisión).
Cisneros, ao contrário de Chávez, era defensor das políticas de corte neoliberal que implantou Carlos Andrés Pérez em sua segunda presidência. Cisneros também era defensor da Área de Livre Comércio das Américas (ALCA), tratado comercial da América.